# Batalla de Basièja
La batalla de Basièja va ser un combat de la Croada albigesa que va tenir lloc la primavera del 1219 a les portes de Basièja, a l'actual departament de l'Alta Garona. Va enfrontar les forces aliades dels comptes Ramon VII de Tolosa, Bernat IV de Comenge i Ramon Roger de Foix contra un contingent de tropes croades capitanejades pel noble francès Foucault de Berzy. Molt més nombrosos, els occitans van aconseguir encerclar als croats i els van massacrar.
Basièja va significar el primer triomf en una gran batalla formal dels comtats occitans enfront dels croats en 10 anys de guerra i un referent moral cabdal pels aliats en la revolta que durant els següents anys acabarà ensorrant l'herència de Simó de Montfort.

## Context
La Croada albigesa va ser un conflicte bèl·lic que va sacsejar el Llenguadoc i les regions veïnes les primeres dècades del segle xiii. Iniciada el 1209 amb la lleva d'una host que havia de combatre els instigadors d'heretgia, ben aviat es va convertir en una guerra de conquesta. Simó de Montfort n'esdevindrà el cap militar i durant 9 anys s'anirà apoderant dels territoris de la noblesa local.
Tanmateix la resistència del país va ser persistent i a les vigílies de la batalla els esdeveniments estaven fent un tomb a favor dels occitans. El setge de Tolosa del 1217-1218 havia estat desastrós tant pels interessos de Montfort com pels de la croada. A dins de la ciutat s'hi havien aplegat les principals forces locals encapçalades pel mateix comte de Tolosa, que hi havia tornat de l'exili aclamat per la població. Els diversos intents de prendre la ciutat havien fracassat i només havien servit per acumular baixes i per a incrementar la desmoralització dels croats. Finalment el 25 de juny de 1218 una pedra llançada des de les muralles de Tolosa va matar a l'acte a Simó de Montfort posant fi a l'ànima de la conquesta. El seu fill i successor, Amaurí de Montfort, es va veure obligat a alçar el setge un mes després perdent així la iniciativa de la guerra.
A partir d'aquell moment Amaurí de Montfort es veurà immergit en processos diplomàtics i militars que perseguiran conservar els territoris aconseguits pel seu pare. A principis del 1219 assetjarà Marmanda, que no podrà conquerir fins que va arribar l'ajuda del príncep Lluís, Delfí de França. Paral·lelament des de Carcassona, centre d'operacions dels croats, s'anaven llançant operacions de pillatge que buscaven botí i desmoralitzar l'adversari. És en el context d'aquestes operacions de pillatge quan tindrà lloc el xoc de Basièja.

## Batalla

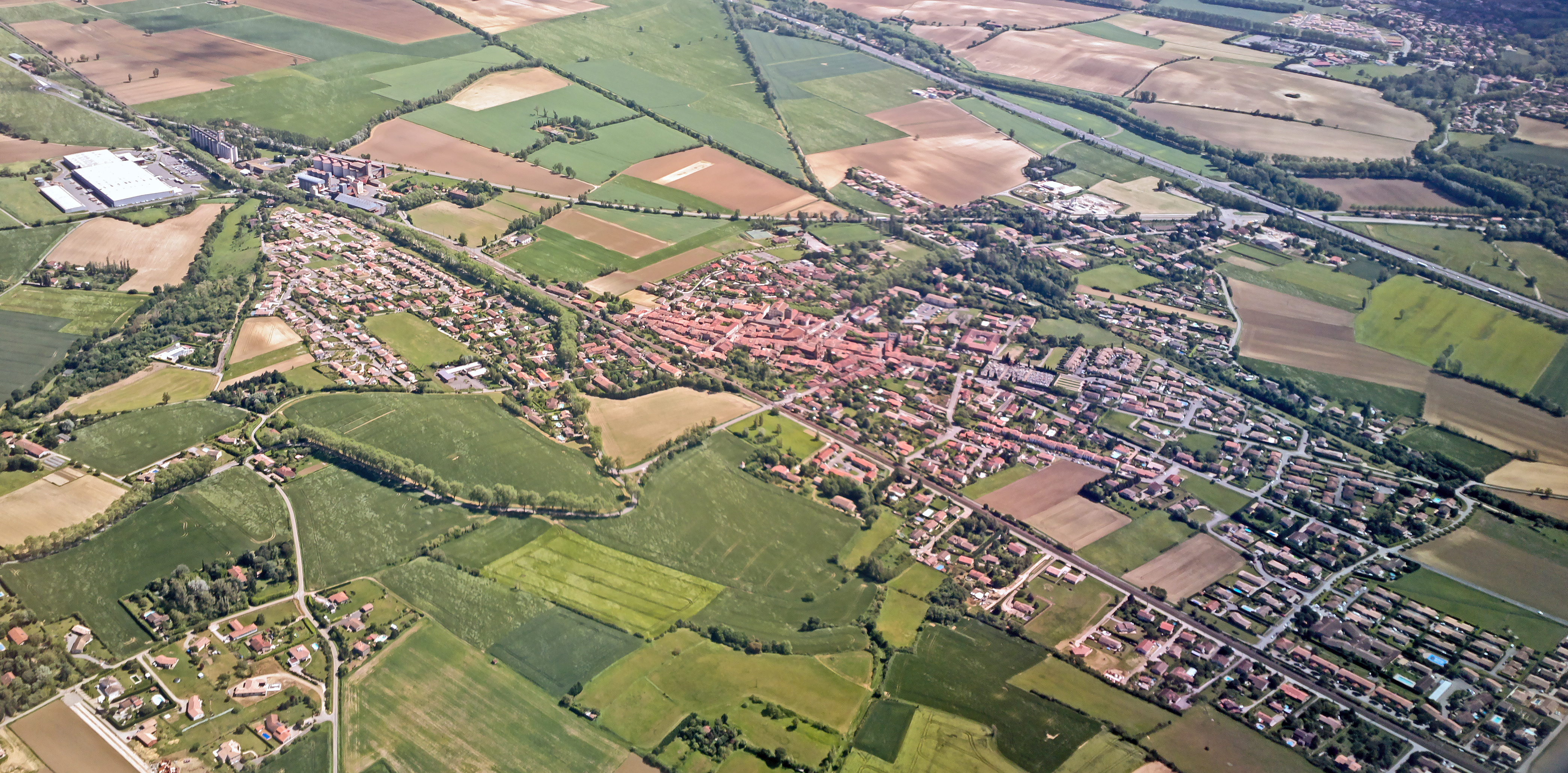
imatge aèria de Basièja. La batalla es va desenvolupar en algun lloc entre el burg i el riu Hers. A la imatge seria l'espai aproximat que hi ha entre el nucli de cases més antic i l'autopista.

Foucaud de Bercy s'havia endut una tropa de Carcassona amb l'objectiu de devastar el país fins als límits amb Tolosa. Tant Foucaud com el seu germà, Jean, tenien fama de cruels entre les files occitanes:
| «                                 | Torturava de gana als seus captius en una masmorra subterrània, i de tant en tant els feia sortit, morts o mig morts per llençar-los al femer (...) va fer penjar a dos malaurats, pare i fill, que ell tenia presoners, i va arribar fins al punt de forçar al pare a penjar primer al fill... | » |
| — Guillem de Puèglaurenç, Crònica | |   |

### Preparatius
Va ser el comte Roger Bernat de Foix qui va prendre la iniciativa d'aturar a la tropa de Foucaud de Bercy i va anar al seu encontre. Amb l'objectiu de tallar-li el pas va esperar-lo a Basièja i va avisar el fill del comte de Tolosa, Ramon el Jove, de les seves intencions perquè també s'hi afegís. Quan Foucaud va arribar davant les portes de Basièja només hi va veure els estendards de Foix, els dels barons de l'Arieja i els dels faïdits del Carcassès, sense saber que a dins també l'estaven esperant el comte de Comenge, Bernat IV, amb la seva mainada i tota la tropa de Tolosa, composta dels grans senyors vassalls del comte, la milícia comunal tolosana i una quantitat desconeguda de routiers d'origen hispànic, sobretot navarresos i aragonesos.
Foucaud de Bercy va decidir presentar batalla. No coneixia la desproporció de forces entre ambdós bàndols i, a més, portava amb ell un important botí. Intentar arribar a Carcassona amb tota aquella càrrega hauria convertit la seva columna en marxa en molt vulnerable en cas d'atac. Així doncs va plantar-se davant de la població i va fortificar les seves línies amb una fossa i diferents obstacles. Mentrestant dins de Basièja la noblesa local s'estava preparant. Es va decidir que el comte de Foix comandés la primera línia, amb els seus fills Roger Bernat i Llop, la seva cavalleria i els faïdits del Carcassès; la segona línia la lideraria la gent de Comenge; mentre que els tolosans es quedarien a la reserva.

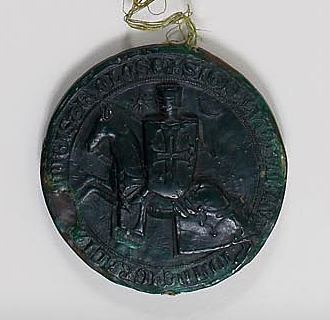
Segell de Ramon VII.

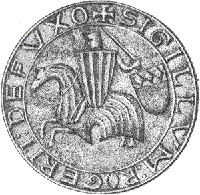
Segell de Ramon Roger de Foix.

### El combat
Mentre Foucaud de Bercy feia col·locar les seves tropes en ordre de batalla, els occitans van sortir de Basièja, amb el cos de cavalleria del comte de Foix al capdavant. L'estratègia dels croats era esperar l'envestida de l'adversari amb l'esperança que la cavalleria pesant francesa pogués mantenir-se ferma i provocar així la desbandada de l'oponent. Tanmateix l'estratègia occitana va sorprendre les files enemigues, ja que no va ser el comte de Foix el primer en atacar si no una tropa de cavalleria lleugera armada amb ballestes, javelines i fones. Aquesta tropa de mobilitat ràpida va aconseguir encerclar als croats desorganitzant-los i causant-los les primeres baixes. Llavors la cavalleria pesant de Foix els va caure al damunt.
La segona línia (Comenge) i la reserva (els tolosans) també van acabar carregant i afegint-se a la lluita. Molt més nombrosos finalment, els occitans van aconseguir encerclar als croats i es va desfermar el carnatge. Foucaud de Bercy es va esforçar en reagrupar als seus homes però va ser envà, la infanteria havia entrat en acció augmentant el caos entre les files croades. Aquesta infanteria composta de les milícies urbanes i els routiers remataven als ferits que jeien al terra i feien caure els jenets de les seves muntures ferint als cavalls a les potes.
La victòria occitana va ser absoluta.

### Desenllaç
Malgrat la desfeta, alguns croats van poder fugir al galop, entre els quals Alain de Roucy o el senyor local passat al bàndol de Montfort Sicard de Lautrec. Pel que fa a Foucaud de Bercy i al seu germà Jean, van ser fets presoners conjuntament a molts altres cavallers. Alguns, considerats traïdors com Pere Guillem de Seguret, els van penjar immediatament a Basièja.
A Jean de Bercy el van enviar a Niòrt i Foucaud a Tolosa, on va ser empresonat al Castell Narbonès. Al cap d'uns mesos van ser alliberats en un intercanvi de presoners.

## Conseqüències
Basièja va significar una injecció de moral important per a la noblesa local occitana després de gairebé 10 anys de guerra i derrotes. Amb la croada en crisi la batalla de Basièja va ser una fita cabdal en la reconquesta de l'espai que havia ocupat per la força de les armes Simó de Montfort, i de mica en mica Amaurí de Montfort anirà cedint espai fins que finalment haurà d'abandonar el Llenguadoc vençut el 1224.
Foucaud i Jean de Bercy van continuar lluitant a les files dels croats i practicant les ràtzies destructives que els havien dut a la derrota de Basièja. A principis del 1220 en el transcurs d'una d'aquestes rapinyes van aconseguir capturar-los i Ramon el Jove en va ordenar la decapitació. Els seus caps van entrar a Tolosa enfilats en unes piques.